# Maplewood (Washington)
Maplewood es un lugar designado por el censo ubicado en el condado de Pierce en el estado estadounidense de Washington. En el año 2010 tenía una población de 5.138 habitantes.

## Geografía
Maplewood se encuentra ubicado en las coordenadas 47°21′56″N 122°33′59″O / 47.36556, -122.56639. Según la Oficina del Censo de los Estados Unidos, Maplewood tiene una superficie total de 8,33 mi² (21,6 km²), de la cual 8,28 mi² (21,4 km²) corresponden a tierra firme y 0,05 mi² (0,1 km²) es agua.